# Turn und Sportverein Hartberg
Il Turn- und Sportverein Hartberg, abbreviato in TSV Hartberg e noto come TSV Lopocasport Hartberg per motivi di sponsor, è una società polisportiva con sede ad Hartberg, in Austria.
La sezione calcistica milita nella Bundesliga, la massima serie del campionato austriaco di calcio, dopo la promozione ottenuta vincendo la Regionalliga Mitte nella stagione 2008-2009.
Il club possiede anche una sezione di pallavolo, lo Hartberg Volleyball.

## Storia

### Gli anni nel campionato regionale
Il club è stato fondato il 29 aprile 1946. Lo statuto prevedeva che sarebbero stati molti gli sport praticati, dal calcio alla pallamano, l'atletica, il nuoto, la danza e gli sport invernali. Per anni prese parte ai tornei regionali della Stiria finché, nel 1978, fu promossa nel massimo campionato regionale, con la denominazione sponsorizzata di TSV Sparkasse Hartberg.
Nella stagione 1986-1987 la squadra raggiunse, per la prima volta nella sua storia, i quarti di finale di ÖFB-Cup, dopo aver eliminato negli ottavi il Wiener Sport-Club dell'allenatore-giocatore Hans Krankl (1-0). L'anno seguente, vinse il primo titolo regionale, anche se non fu poi in grado di ottenere la promozione in Regionalliga, sconfitto negli spareggi dal Wolfsberger AC (0-6 e 2-3) e dal Ried (1-0 e 7-3).
Nel 1988-1989 la squadra tornò agli onori della cronaca sportiva nazionale, con la qualificazione ai quarti di finale di coppa dove fu però eliminato dall'Austria Salisburgo ai tiri di rigore (4-5). Nel 1989-1990 conquistò nuovamente il titolo di campione della Stiria, stabilendo anche il record assoluto di punti (53), ma ancora una volta non riesce a superare il girone di qualificazione alla Regionalliga, superato dal Wolfsberger AC (0-2, 2-2) e dal Ried (3-4 e 2-3) esattamente come tre anni prima.
Un nuovo campionato vittorioso arrivò nel 1994-1995. Grazie alla modifica del formato della Regionalliga, questa vittoria significò promozione diretta nella terza divisione. Nella stessa stagione, la squadra ha raggiunto le semifinali di coppa d'Austria, dove è stata sconfitta dal Leoben per 0-1. Nel 1995-1996 il club centrò la seconda promozione consecutiva, vincendo il torneo di Regionalliga Mitte e conquistando per la prima volta la promozione in un campionato professionistico, la 2. Division. 14° al termine del torneo cadetto 1996-1997, nella stagione successiva chiuse all'11º posto ma, a causa della riforma del campionato, fu retrocesso in Regionalliga.

### Tra Regionalliga ed Erste Liga
Nella stagione 1998-1999 l'Hartberg vince il torneo di Regionalliga Mitte, conquistando così il diritto di sfidare il Wattens nello spareggio per la promozione in Erste Liga. La doppia sfida si conclude col successo dei tirolesi, 2-0 e 3-2; il Wattens è promosso nel nuovo torneo cadetto a 10 squadre, l'Hartberg rimane in terza serie.
Dopo il 10º posto del 1999-2000, la formazione stiriana inanella una serie di campionati terminati sempre a ridosso delle prime posizioni: 3° nel 2000-2001 e nel 2001-2002, 2° nei successivi tre tornei. Si arriva così alla stagione 2005-2006, al termine della quale la squadra viene promossa in Erste Liga con tre giornate d'anticipo, vincendo il girone centrale di Regionalliga. Poiché il torneo cadetto cambia format, passando da 10 a 12 squadre, i bianco-azzurri ottengono la promozione diretta. Tuttavia, l'11º posto finale del torneo 2006-2007 condanna l'Hartberg alla retrocessione immediata.
Nel 2007-2008 la squadra termina la stagione al 7º posto, a notevole distanza dal Vöcklabruck campione. Nel 2008-2009 ottiene la promozione vincendo il campionato di Regionalliga Mitte proprio all'ultima giornata, dopo un lungo confronto con il Grazer AK.
La stagione successiva si conclude con la salvezza conquistata col 9º posto finale. Nel 2010-2011 migliora la posizione in campionato, con l'8º posto, e raggiunge gli ottavi di finale di ÖFB Cup, superando prima il Seekirchen e poi il Sierning, prima di cedere al Rapid Vienna per 0-3.
Nella stagione 2011-2012 il club stiriano, sotto la guida di Kurt Garger, ha trascorso buona parte della stagione sul fondo della classifica. Un primo cambio di allenatore, con l'innesto di Walter Hörmann, non ha portato i risultati sperati, chiudendo al 10º ed ultimo posto il torneo. La federazione, però, non concede la licenza professionista al LASK Linz e, pertanto, la formazione dell'Alta Austria viene retrocessa in Regionalliga. Questo permette ai bianco-azzurri di disputare lo spareggio contro il Grazer AK. Dopo uno 0-0 nella gara d'andata, giocata nel capoluogo, la squadra arriva a condurre per 3-0 quella di ritorno allo Stadion Hartberg, prima dell'interruzione al minuto 76 per invasione di campo di alcuni tifosi dei Rotjacken. La federazione e la lega hanno omologato il risultato, permettendo al club di disputare anche nella stagione 2012-2013 il campionato di Erste Liga.
Nella stessa stagione l'Hartberg ha raggiunto per la seconda volta nella sua storia le semifinali di ÖFB-Cup, dopo aver eliminato anche i rivali regionali dello Sturm Graz nei quarti. Davanti al Salisburgo, futuro vincitore del double, il cammino verso la finale è stato interrotto, ancora una volta come nel 1995, per il minimo scarto.

## Statistiche e record

### Statistiche nelle competizioni UEFA
Tabella aggiornata al 6 novembre 2020.
| Competizione                  | Partecipazioni | G | V | N | P | RF | RS |
| ----------------------------- | -------------- | - | - | - | - | -- | -- |
| Coppa UEFA/UEFA Europa League | 1              | 1 | 0 | 0 | 1 | 2  | 3  |

| Stagione  | Competizione       | Turno | Avversario    | Casa | Trasferta | Somma |
| --------- | ------------------ | ----- | ------------- | ---- | --------- | ----- |
| 2020-2021 | UEFA Europa League | 2Q    | Piast Gliwice | -    | 2-3       | 2-3   |

## Rosa 2024-2025
Rosa aggiornata al 20 settembre 2024.
| N. |                             | Ruolo | Calciatore          |
| -- | --------------------------- | ----- | ------------------- |
| 1  | Austria (bandiera)          | P     | Raphael Sallinger   |
| 2  | Paesi Bassi (bandiera)      | D     | Björn Hardley       |
| 3  | Irlanda del Nord (bandiera) | C     | Charlie Osborne     |
| 4  | Slovenia (bandiera)         | C     | Benjamin Markuš     |
| 5  | Mali (bandiera)             | C     | Youba Diarra        |
| 6  | Austria (bandiera)          | D     | Mateo Karamatic     |
| 7  | Austria (bandiera)          | A     | Elias Havel         |
| 9  | Croazia (bandiera)          | A     | Patrik Mijić        |
| 10 | Kosovo (bandiera)           | C     | Donis Avdijaj       |
| 11 | Austria (bandiera)          | A     | Maximilian Fillafer |
| 14 | Austria (bandiera)          | D     | Paul Komposch       |
| 16 | Austria (bandiera)          | D     | Sandro Schendl      |
| 17 | Austria (bandiera)          | C     | Jonas Karner        |
| 18 | Austria (bandiera)          | D     | Fabian Wilfinger    |
| 20 | Austria (bandiera)          | D     | Manuel Pfeifer      |

| N. |                        | Ruolo | Calciatore        |
| -- | ---------------------- | ----- | ----------------- |
| 21 | Austria (bandiera)     | P     | Luka Maric        |
| 22 | Austria (bandiera)     | A     | Marco Hoffmann    |
| 23 | Austria (bandiera)     | D     | Tobias Kainz      |
| 27 | Austria (bandiera)     | C     | Dominik Prokop    |
| 28 | Austria (bandiera)     | C     | Jürgen Heil       |
| 29 | Paesi Bassi (bandiera) | C     | Nelson Amadin     |
| 36 | Austria (bandiera)     | C     | Justin Omoregie   |
| 39 | Austria (bandiera)     | P     | Elias Scherf      |
| 44 | Austria (bandiera)     | P     | Harald Postl      |
| 47 | Austria (bandiera)     | C     | Michael Hutter    |
| 61 | Turchia (bandiera)     | D     | Furkan Demir      |
| 77 | Austria (bandiera)     | C     | Aaron Sky Schwarz |
| 81 | Austria (bandiera)     | C     | Muhammed Canazlar |
| 95 | Austria (bandiera)     | D     | Damjan Kovacevic  |
|    | Austria (bandiera)     | C     | Onurhan Babuscu   |

## Rosa 2023-2024
Rosa aggiornata al 17 settembre 2023.
| N. |                     | Ruolo | Calciatore          |
| -- | ------------------- | ----- | ------------------- |
| 1  | Austria (bandiera)  | P     | Raphael Sallinger   |
| 3  | Germania (bandiera) | D     | Angelo Brückner     |
| 5  | Scozia (bandiera)   | D     | Ibane Bowat         |
| 7  | Austria (bandiera)  | C     | Fabian Wilfinger    |
| 8  | Austria (bandiera)  | C     | Christoph Urdl      |
| 10 | Kosovo (bandiera)   | C     | Donis Avdijaj       |
| 11 | Austria (bandiera)  | A     | Maximilian Entrup   |
| 12 | Austria (bandiera)  | D     | Michael Steinwender |
| 14 | Austria (bandiera)  | D     | Paul Komposch       |
| 16 | Austria (bandiera)  | D     | Manfred Gollner     |
| 17 | Austria (bandiera)  | D     | Mario Kröpfl        |
| 18 | Austria (bandiera)  | D     | Sam Schutti         |
| 19 | Austria (bandiera)  | C     | Onurhan Babuscu     |
| 20 | Austria (bandiera)  | D     | Manuel Pfeifer      |
| 21 | Austria (bandiera)  | P     | Florian Faist       |
| 23 | Austria (bandiera)  | D     | Tobias Kainz        |

| N. |                    | Ruolo | Calciatore          |
| -- | ------------------ | ----- | ------------------- |
| 25 | Austria (bandiera) | C     | Julian Halwachs     |
| 27 | Austria (bandiera) | C     | Dominik Prokop      |
| 28 | Austria (bandiera) | C     | Jürgen Heil         |
| 30 | Austria (bandiera) | A     | Matthias Postl      |
| 31 | Austria (bandiera) | D     | Thomas Rotter       |
| 32 | Mali (bandiera)    | C     | Ousmane Diakité     |
| 33 | Austria (bandiera) | C     | Dominik Frieser     |
| 37 | Austria (bandiera) | C     | Maximilian Fillafer |
| 39 | Austria (bandiera) | P     | Tobias Knoflach     |
| 40 | Austria (bandiera) | P     | Fabian Ehmann       |
| 44 | Austria (bandiera) | P     | Maximilian Pußwald  |
| 45 | Mali (bandiera)    | C     | Mamadou Sangare     |
| 70 | Francia (bandiera) | C     | Ruben Providence    |
| 77 | Austria (bandiera) | C     | Lind Hajdari        |
| 95 | Austria (bandiera) | D     | Damjan Kovacevic    |

## Rosa 2022-2023
Rosa aggiornata al 13 gennaio 2023.
| N. |                    | Ruolo | Calciatore           |
| -- | ------------------ | ----- | -------------------- |
| 4  | Austria (bandiera) | D     | Maximilian Sellinger |
| 5  | Austria (bandiera) | D     | Manfred Gollner      |
| 6  | Austria (bandiera) | D     | Andreas Lienhart     |
| 7  | Austria (bandiera) | C     | Fabian Wilfinger     |
| 8  | Austria (bandiera) | C     | Lukas Fadinger       |
| 9  | Turchia (bandiera) | C     | Okan Aydin           |
| 10 | Israele (bandiera) | C     | Eylon Almog          |
| 11 | Croazia (bandiera) | C     | Matija Horvat        |
| 12 | Austria (bandiera) | D     | Michael Steinwender  |
| 14 | Austria (bandiera) | D     | Christian Klem       |
| 16 | Austria (bandiera) | D     | Mario Sonnleitner    |
| 17 | Austria (bandiera) | D     | Mario Kröpfl         |
| 18 | Austria (bandiera) | C     | Philipp Sturm        |
| 19 | Austria (bandiera) | D     | Manuel Pfeifer       |
| 21 | Austria (bandiera) | P     | Florian Faist        |
| 22 | Croazia (bandiera) | D     | Marin Karamarko      |

| N. |                    | Ruolo | Calciatore         |
| -- | ------------------ | ----- | ------------------ |
| 23 | Austria (bandiera) | D     | Tobias Kainz       |
| 24 | Austria (bandiera) | A     | Dario Tadić        |
| 26 | Austria (bandiera) | A     | Jakob Kolb         |
| 27 | Austria (bandiera) | D     | Thomas Kofler      |
| 28 | Austria (bandiera) | C     | Jürgen Heil        |
| 29 | Austria (bandiera) | D     | Patrick Farkas     |
| 30 | Ghana (bandiera)   | C     | Seth Paintsil      |
| 31 | Austria (bandiera) | D     | Thomas Rotter      |
| 32 | Svezia (bandiera)  | C     | Albert Ejupi       |
| 33 | Austria (bandiera) | C     | Dominik Frieser    |
| 35 | Austria (bandiera) | P     | Raphael Sallinger  |
| 39 | Austria (bandiera) | A     | Rene Kriwak        |
| 44 | Austria (bandiera) | P     | Maximilian Pußwald |
| 70 | Francia (bandiera) | C     | Ruben Providence   |
| 90 | Romania (bandiera) | A     | Patrick Gânțe      |
| 92 | Austria (bandiera) | A     | Jakob Knollmüller  |

## Rosa 2021-2022
Rosa aggiornata al 15 febbraio 2022.
| N. |                     | Ruolo | Calciatore          |
| -- | ------------------- | ----- | ------------------- |
| 1  | Austria (bandiera)  | P     | René Swete          |
| 5  | Austria (bandiera)  | D     | Manfred Gollner     |
| 6  | Austria (bandiera)  | D     | Andreas Lienhart    |
| 8  | Austria (bandiera)  | D     | Marcel Schantl      |
| 9  | Turchia (bandiera)  | C     | Okan Aydin          |
| 10 | Germania (bandiera) | C     | Noel Niemann        |
| 11 | Croazia (bandiera)  | C     | Matija Horvat       |
| 12 | Austria (bandiera)  | D     | Michael Steinwender |
| 14 | Austria (bandiera)  | D     | Christian Klem      |
| 16 | Austria (bandiera)  | D     | Mario Sonnleitner   |
| 18 | Austria (bandiera)  | C     | Philipp Sturm       |
| 19 | Austria (bandiera)  | A     | Jürgen Lemmerer     |
| 20 | Austria (bandiera)  | C     | Lukas Fadinger      |
| 21 | Austria (bandiera)  | P     | Florian Faist       |

| N. |                    | Ruolo | Calciatore         |
| -- | ------------------ | ----- | ------------------ |
| 22 | Austria (bandiera) | D     | Mario Kröpfl       |
| 23 | Austria (bandiera) | D     | Tobias Kainz       |
| 24 | Austria (bandiera) | A     | Dario Tadić        |
| 26 | Belgio (bandiera)  | A     | Gabriel Lemoine    |
| 27 | Austria (bandiera) | D     | Thomas Kofler      |
| 28 | Austria (bandiera) | C     | Jürgen Heil        |
| 29 | Austria (bandiera) | D     | Patrick Farkas     |
| 30 | Ghana (bandiera)   | C     | Seth Paintsil      |
| 31 | Austria (bandiera) | D     | Thomas Rotter      |
| 32 | Austria (bandiera) | D     | Felix Luckeneder   |
| 35 | Austria (bandiera) | P     | Raphael Sallinger  |
| 44 | Austria (bandiera) | P     | Maximilian Pußwald |
| 77 | Kosovo (bandiera)  | C     | Donis Avdijaj      |

## Rosa 2020-2021
Rosa aggiornata al 12 dicembre 2020.
| N. |                         | Ruolo | Calciatore        |
| -- | ----------------------- | ----- | ----------------- |
| 1  | Austria (bandiera)      | P     | René Swete        |
| 4  | Austria (bandiera)      | D     | Michael Huber     |
| 5  | Austria (bandiera)      | D     | Manfred Gollner   |
| 6  | Austria (bandiera)      | D     | Andreas Lienhart  |
| 7  | Austria (bandiera)      | C     | Julius Ertlthaler |
| 8  | Nigeria (bandiera)      | C     | Samson Tijani     |
| 9  | Slovenia (bandiera)     | C     | Rajko Rep         |
| 10 | Austria (bandiera)      | C     | Stefan Rakowitz   |
| 11 | Austria (bandiera)      | C     | Lukas Gabbichler  |
| 14 | Austria (bandiera)      | D     | Christian Klem    |
| 16 | Mali (bandiera)         | D     | Hamidou Maïga     |
| 17 | Burkina Faso (bandiera) | C     | Abdoul Yoda       |
| 18 | Austria (bandiera)      | C     | Philipp Sturm     |
| 20 | Austria (bandiera)      | C     | Lukas Fadinger    |
| 21 | Austria (bandiera)      | P     | Florian Faist     |

| N. |                    | Ruolo | Calciatore            |
| -- | ------------------ | ----- | --------------------- |
| 22 | Austria (bandiera) | D     | Alexander Burgstaller |
| 23 | Austria (bandiera) | D     | Tobias Kainz          |
| 24 | Austria (bandiera) | A     | Dario Tadić           |
| 27 | Austria (bandiera) | C     | Lukas Ried            |
| 28 | Austria (bandiera) | C     | Jürgen Heil           |
| 29 | Austria (bandiera) | C     | Sascha Horvath        |
| 31 | Austria (bandiera) | D     | Thomas Rotter         |
| 32 | Austria (bandiera) | D     | Felix Luckeneder      |
| 34 | Nigeria (bandiera) | A     | Emmanuel Igbonekwu    |
| 35 | Austria (bandiera) | P     | Raphael Sallinger     |
| 37 | Austria (bandiera) | C     | Michael John Lema     |
| 39 | Austria (bandiera) | D     | Stefan Gölles         |
| 42 | Mali (bandiera)    | C     | Bakary Nimaga         |
| 44 | Austria (bandiera) | P     | Maximilian Pußwald    |
| 45 | Austria (bandiera) | A     | Seifedin Chabbi       |

## Rose anni precedenti
- Turn und Sportverein Hartberg 2012-2013

## Stadio
Il club utilizza, per le proprie partite casalinghe, lo Stadion Hartberg, costruito nel 2006.
Di proprietà dell'amministrazione comunale, è completato da un centro sportivo polifunzionale, utilizzato non solo per il calcio, ma anche per l'atletica leggera, per concerti ed altri eventi.
Ha una capienza di 4 500 spettatori, di cui a sedere 650 nella tribuna est e 700 in quella ovest, oltre a sale VIP con servizio ristorante.

## Palmarès

### Competizioni nazionali
- Campionato di Regionalliga: 5

1995-1996, 1998-1999, 2005-2006, 2008-2009, 2016-2017

### Competizioni regionali
- Campionato della Stiria: 3

1987-1988, 1989-1990, 1994-1995

### Altri piazzamenti
- Coppa d'Austria:

Finalista: 2024-2025
Semifinalista: 1994-1995, 2011-2012, 2021-2022
- Eerste Liga:

Secondo posto: 2017-2018